# Richardson-extrapoláció
A numerikus analízisben a Richardson extrapoláció egy sorozatgyorsító módszer, amivel felgyorsíthatjuk egy sorozat konvergenciáját. Az eljárás Lewis Fry Richardson angol matematikusról kapta a nevét, aki a technikát a 20. század elején vezette be. Birkhoff és Rota szerint „…a gyakorlati számításokban a hasznosságát nem igazán lehet túlbecsülni.”
Gyakorlati alkalmazásai között szerepel a Romberg integrálás, amely Richardson-extrapolációt alkalmaz a trapéz-szabályra, és a Bulirsch–Stoer-algoritmus, amely differenciál egyenletek megoldására használható.

## Példa
Tegyük fel, hogy {\displaystyle A(h)\;} egy {\displaystyle h^{n}\;} rendű közelítése egy {\displaystyle A=\lim _{h\to 0}A(h)} alakú függvénynek, tehát {\displaystyle A-A(h)=a_{n}h^{n}+O(h^{m}),~a_{n}\neq 0,~m>n}. Ekkor
{\displaystyle R(h)=A(h/2)+{\frac {A(h/2)-A(h)}{2^{n}-1}}={\frac {2^{n}\,A(h/2)-A(h)}{2^{n}-1}}}
a Richardson extrapoláltja A(h)-nak; azaz a hm rendű megközelítése A-nak, ha m>n.
Általános esetben, a „2” tényező helyettesíthető más tényezővel, a lent bemutatott módon.
Gyakran könnyebb elérni egy adott pontosságot R(h)-t használva A(h') helyett, egy sokkal kisebb h' -val, ami problémákat okozhat a korlátozott pontosság (kerekítési hiba) és/vagy a szükséges számítások többlete miatt (ld. lenti példák).

## Általános képlet
Legyen A(h) egy megközelítése A-nak, ami a pozitív h lépésszámtól függ, egy {\displaystyle A-A(h)=a_{0}h^{k_{0}}+a_{1}h^{k_{1}}+a_{2}h^{k_{2}}+\cdots } alakú hibaképlettel, ahol ai ismeretlen és ki ismert állandók úgy, hogy hki > hki+1.
A keresett érték megadható a
{\displaystyle A=A(h)+a_{0}h^{k_{0}}+a_{1}h^{k_{1}}+a_{2}h^{k_{2}}+\cdots }
összefüggéssel, ami leegyszerűsíthető a nagy O jelöléssel
{\displaystyle A=A(h)+a_{0}h^{k_{0}}+O(h^{k_{1}}).\,\!}
h lépésközt használva és h / t-t egy adott t-re, a két képlet A-ra:
{\displaystyle A=A(h)+a_{0}h^{k_{0}}+O(h^{k_{1}})\,\!}
{\displaystyle A=A\!\left({\frac {h}{t}}\right)+a_{0}\left({\frac {h}{t}}\right)^{k_{0}}+O(h^{k_{1}}).}
A második egyenletet beszorozva tk0-val és kivonva az elsőt kapjuk a
{\displaystyle (t^{k_{0}}-1)A=t^{k_{0}}A\left({\frac {h}{t}}\right)-A(h)+O(h^{k_{1}})}
egyenletet, amely A-ra megoldva a következőt adja:
{\displaystyle A={\frac {t^{k_{0}}A\left({\frac {h}{t}}\right)-A(h)}{t^{k_{0}}-1}}+O(h^{k_{1}}).}
Az eljárás által egy jobb közelítést értünk el A-ra, kiküszöbölve a legnagyobb hibatényezőt, O-t (hk0). Az eljárás megismételhető még több hibatényező eltávolításáért és ezáltal még jobb közelítés eléréséért.
Egy általános rekurzív összefüggés állapítható meg a közelítésekre:
{\displaystyle A_{i+1}(h)={\frac {t^{k_{i}}A_{i}\left({\frac {h}{t}}\right)-A_{i}(h)}{t^{k_{i}}-1}}}
úgy, hogy
{\displaystyle A=A_{i+1}(h)+O(h^{k_{i+1}})}, {\displaystyle A_{0}=A(h)}.
Megjegyzendő, hogy a Richardson-extrapoláció lineáris sorozat-transzformációnak fogható fel.

## Példa
Taylor-sorbafejtéssel,
{\displaystyle f(x+h)=f(x)+f'(x)h+{\frac {f''(x)}{2}}h^{2}+\cdots }
f(x) deriváltja megadható
{\displaystyle f'(x)={\frac {f(x+h)-f(x)}{h}}-{\frac {f''(x)}{2}}h+\cdots .}
formában.
Ha a derivált eredeti közelítéseit
{\displaystyle A_{0}(h)={\frac {f(x+h)-f(x)}{h}}}
formában választjuk meg, akkor ki = i+1.
t = 2 esetben az első extrapoláció A-ra
{\displaystyle A=2A_{0}\!\left({\frac {h}{2}}\right)-A_{0}(h)+O(h^{2}).} lesz.
Az új közelítéshez
{\displaystyle A_{1}(h)=2A_{0}\!\left({\frac {h}{2}}\right)-A_{0}(h)}
újraextrapolálhatunk,
{\displaystyle A={\frac {4A_{1}\!\left({\frac {h}{2}}\right)-A_{1}(h)}{3}}+O(h^{3}).} kapva
.

## Külső linkek
- Module for Richardson's Extrapolation, fullerton.edu
- Fundamental Methods of Numerical Extrapolation With Applications Archiválva 2011. június 29-i dátummal a Wayback Machine-ben, mit.edu
- Richardson-Extrapolation
- Richardson extrapolation on a website of Robert Israel (University of British Columbia)